# Silent fiction tour 1991
『silent fiction tour 1991』（サイレント・フィクション・ツアー・1991）は、1992年1月25日に発売された小比類巻かほる2枚目のライブ・アルバム。

## 収録曲
1. MIRAGE MIRROR
2. FORGET THE MEMORIES
3. ハロウィンはCURIOSITY
4. On The Loose
5. TOGETHER
6. オリオンのように
7. グロリア
8. ハートのパレード
9. 助手席のA級ライセンス
10. Hold On Me
11. 両手いっぱいのジョニー
12. TIME GOES BY